# Tomonori Hirayama
Tomonori Hirayama (jap. 平山 智規 Hirayama Tomonori; ur. 9 stycznia 1978) – japoński piłkarz występujący na pozycji pomocnika.

## Kariera klubowa
Od 1996 do 2007 roku występował w klubach Kashiwa Reysol i Juventus.